# Santa María de Belén
Santa Maria de Belén in de provincie Colon in Panama is de eerste Spaanse nederzetting op het vasteland van Centraal-Amerika. Het werd door Christoffel Columbus in 1503 gesticht bij de monding van de Rio Belén.
Universele transversale mercatorprojectie (UTM) positie is NK18 en de Joint Operations Graphic referentie is NC17-15.

## Eerste nederzetting op het vasteland van Amerika
Columbus zocht een geschikte plaats om de problemen met zijn schepen te repareren. Op 6 januari 1503 kwam hij bij een plaats die hij eerder had gezien en ging met zijn broer en zoon aan land bij een rivier die de indianen Quiebra noemde. Columbus gaf het de naam Rio Belén (sp:Berlehem nl:Betlehem), naar deze dag waarop de drie koningen Jezus in Betlehem bezochten.
De Gallega, een van zijn schepen, werd op de kant getrokken vanwege grote lekkage problemen, waarna Columbus hier de eerste nederzetting op het vasteland van Amerika stichtte en gaf het de naam Santa María de Belén. De verstandhouding tussen de twee volken was gespannen. Na enige tijd werden de Spanjaarden door de inboorlingen aangevallen en waren genoodzaakt zich op de schepen die voor de kust lagen terug te trekken. Columbus wilde hulp uit Santo Domingo laten komen om de toestand onder controle te krijgen. Dit was waarschijnlijk onmogelijk door de toestand van zijn schepen en het verbod Santo Domingo te bezoeken dat hem was opgelegd, waarna hij zijn reis vervolgde.

## Nieuwe regionamen
In 1519 werd de rivier een onderdeel van Nieuw Spanje, de nieuwe naam voor deze regio. 
Het gebied werd in 1522 Peru genoemd, door de naam van de cacique Biru waarmee handel werd gedreven.
In 1717 werd de rivier onderdeel van het onderkoningrijk Nieuw Granada.

## Archeologisch bewijs gevonden
Men heeft onderzoek gedaan naar de verloren schepen van Columbus tijdens zijn vier ontdekkingsreizen. Archeoloog Jacinto Almendra meldde overblijfselen van het karveel Gallega en resten van de verblijfplaats te hebben gevonden. Door deze vondst had men tastbaar bewijs van de verblijfplaats van Columbus bij Rio Belèn .

## Herdenkingspostzegel
In 2003 is een postzegel uitgegeven ter herdenking aan de vijfhonderdste verjaardag na de ontdekking van het gebied en de stichting van Santa Maria de Belén door Christobal Columbus.